# قلعة جوق (سراب)
قلعة جوق هي قرية في مقاطعة سراب، إيران. عدد سكان هذه القرية هو 2,185 في سنة 2006.